# Championnat du Paraguay de football de deuxième division
La División Intermedia, auparavant appelé Segunda División est la deuxième plus haute division de football au Paraguay. 
Les meilleures équipes du championnat sont promues chaque année en División Profesional de la Asociación Paraguaya de Fútbol tandis que les moins performantes sont reléguées en troisième division paraguayenne.

## Palmarès
Palmarès depuis 1997
| Saison | Champion                   | Vice-champion           | Troisième                   |
| ------ | -------------------------- | ----------------------- | --------------------------- |
| 1997   | 12 de Octubre FC           | Olimpia de Itá          |                             |
| 1998   | Resistencia SC             | Sportivo Iteño          |                             |
| 1999   | Club Universal             | Club Nacional           | Sport Colombia              |
| 2000   | Libertad                   | Sport Colombia          | Tacuary                     |
| 2001   | Deportivo Recoleta         | Sport Colombia          | Club Nacional               |
| 2002   | Tacuary                    | Presidente Hayes        | 3 de Febrero Sportivo Iteño |
| 2003   | Nacional                   | 3 de Febrero            | General Caballero           |
| 2004   | 3 de Febrero               | General Caballero       | Cerro Porteño (PF)          |
| 2005   | 2 de Mayo                  | Fernando de la Mora     | Sport Colombia              |
| 2006   | Sol de América             | Sportivo Trinidense     | Rubio Ñu                    |
| 2007   | Silvio Pettirossi          | General Díaz            | Rubio Ñu                    |
| 2008   | Rubio Ñu                   | General Caballero       | Sport Colombia              |
| 2009   | Sportivo Trinidense        | Sport Colombia          | Cerro Porteño (PF)          |
| 2010   | General Caballero          | Independiente           | San Lorenzo                 |
| 2011   | Cerro Porteño (PF)         | Sportivo Carapeguá      | Deportivo Capiatá           |
| 2012   | General Díaz               | Deportivo Capiatá       | Deportivo Santaní           |
| 2013   | 3 de Febrero               | 12 de Octubre FC        | Sportivo Trinidense         |
| 2014   | San Lorenzo                | Deportivo Santaní       | Resistencia SC              |
| 2015   | Club River Plate           | General Caballero       | Liberación                  |
| 2016   | Independiente Campo Grande | Sportivo Trinidense     | Resistencia                 |
| 2017   | 3 de Febrero               | Deportivo Santaní       | Fulgencio Yegros            |
| 2018   | Club River Plate           | San Lorenzo             | Fernando de la Mora         |
| 2019   | Guaireña FC                | 12 de Octubre           | 2 de Mayo                   |
| 2020   | Championnat annulé         | Championnat annulé      | Championnat annulé          |
| 2021   | Club General Caballero     | Resistencia             | Tacuary FC                  |
| 2022   | Club Sportivo Trinidense   | Club Sportivo Luqueño   | San Lorenzo                 |
| 2023   | Club Sol de América        | Club Sportivo 2 de Mayo | Independiente Campo Grande  |
| 2024   | Club Deportivo Recoleta    | CA Tembetary            | CS Carapeguá                |